# Johannes Barthelmes
Johannes „Jo“ Barthelmes (* 1953 in Speyer) ist ein deutscher Jazzmusiker (Saxophon, Flöte) und Fotograf.

## Leben und Wirken
Barthelmes studierte an der Universität für Musik und darstellende Kunst Graz Musik mit dem Hauptfach (Tenor-)Saxophon (Klassik und Jazz). Bereits während des Studiums gründete er 1980 mit dem Pianisten Michael „Bardo“ Henning das Quartett Serene, das später von Berlin aus agierte. Das 10 Jahre bestehende Quartett nahm einige Platten – unter anderem gemeinsam mit dem Trompeter Hannibal Marvin Peterson – auf, gewann Jazzpreise und lief dennoch Gefahr, sich selbst ohne neuen künstlerischen Ertrag zu reproduzieren. Barthelmes und Henning gründeten 1985 mit dem Experimenti Berlin Orchestra eine dem Workshopcharakter verpflichteten Großformation.
Barthelmes leitete seit Anfang der 1990er Jahre eigene Bands und spielte regelmäßig im Duo mit dem Pianisten Uli Lenz, mit dem er die CDs „Konzert der verlorenen Söhne“ und „Trane's Tree“ einspielte. Daneben spielte er auf dem JazzFest Berlin 1997 auch mit Henning. Barthelmes nahm auch mit Nigel Hitchcock, Charles Tolliver, Vladimir Tarasov, Vitold Rek, Günter Lenz, Idris Muhammad, Ronnie Burrage und Cindy Blackman auf.
„Johannes Barthelmes spielt ein geradezu geiles Tenor, er hat einen großartigen, mächtigen Ton, einen mitreißenden Vortrag, er hat Feuer, Technik, Ideen...“ (Volker Kriegel 1997) Barthelmes wurde 1989 mit dem SWF Jazzpreis und für seine Produktionen Trane’s Tree und For Her mit dem Preis der Deutschen Schallplattenkritik (1994, 1998) ausgezeichnet.
1998 entschloss er sich nach einer Südostasien-Tournee, verstärkt zu fotografieren. Schon im Juni 1999 erhielt Barthelmes eine Einladung der National Art Gallery in Kuala Lumpur. Die Sammelausstellung unter dem Titel German Art of the 90's, in der 30 Porträts von ihm präsentiert werden wird wegen ihres großen Erfolgs verlängert. Barthelmes konnte im Anschluss eine Einzelausstellung im Winter 1999/2000 in der Space 2324 Art Gallery in Kuala Lumpur unter dem Titel „Faces“ realisieren. Weiterhin nahm er an der Fotoausstellung Karneval der Kulturen – DOC.'99 in Berlin teil. Seine Fotografien werden unter anderem im Spiegel, im Tagesspiegel Berlin und im Jazz Podium veröffentlicht. Zunehmend hat er sich in den letzten Jahren auf erotische Fotografie verlegt, mit der er auch in Einzelausstellungen Erfolg hat. 2002 folgte eine große Werkschau des Fotografen im Kunstverein Speyer (Akte, Porträts und Landschaften).
Nach zwanzig Jahren musikalischer Enthaltsamkeit und langer Auszeit auf Kuba gründete Johannes Barthelmes eine neue Band. Das Quartett Jo Barthelmes Hipnosis mit den italienischen Musikern Davide Incorvaia (Piano), Carmelo Leotta (Bass) und Paolo Eleodori (Schlagzeug) legte mit pasión o muerte im April 2021 ein neues Album vor, das von der Kritik als „furioses Poweralbum“ eingestuft wurde.
Seit vielen Jahren lebt Barthelmes in Berlin-Kreuzberg.

## Belege
1. ↑  rbbKultur Radiokonzert: Live-Mitschnitt aus dem Berliner Jazzclub b-flat, rbb-online.de vom 29. April 2021, abgerufen am 1. Juni 2021.
2. ↑  Jo Barthelmes Hipnosis: pasión o muerte. In: Jazz thing. 26. Juli 2021, abgerufen am 26. Juli 2021.

| Personendaten    | Personendaten                       |
| ---------------- | ----------------------------------- |
| NAME             | Barthelmes, Johannes                |
| ALTERNATIVNAMEN  | Barthelmes, Jo                      |
| KURZBESCHREIBUNG | deutscher Jazz-Musiker und Fotograf |
| GEBURTSDATUM     | 1953                                |
| GEBURTSORT       | Speyer                              |